# 盛岡信用金庫
盛岡信用金庫（もりおかしんようきんこ、英語：Morioka Shinkin Bank）は、岩手県盛岡市に本店を置く県内最大手の信用金庫。岩手県内の7市5郡（下閉伊郡は田野畑村と普代村）を事業地区とする。通称：もりしん。

## 概要
盛岡市を中心に、八幡平市・久慈市・二戸市・遠野市・紫波郡の矢巾町と紫波町・二戸郡一戸町・九戸郡九戸村及び岩手郡葛巻町の各地に店舗を構えている。特に、遠野市の遠野支店は、1993年（平成5年）10月に釜石信用金庫（1993年に経営破綻）から遠野支店の事業を譲り受けて開設された。
1903年（明治36年）1月に産業組合法に基づく盛岡信用組合として設立された。江戸初期・慶長年間（盛岡開府と同時期）創業と伝えられる盛岡城下の老舗「十一屋」の子「高橋伊兵衛」が初代組合長となった。
2008年（平成20年）7月7日、二戸市に本店を置いていた二戸信用金庫との合併をし、この件により岩手県の信用金庫では初となる信金同士の合併となった。

## 本店と本部
本部機能を本店（中ノ橋通）と六日町本部（下ノ橋町）におく体制をとってきた。六日町本部は当庫の前身となる「盛岡信用組合」発祥の地で、1928年（昭和3年）9月に本店事務所が新築された場所である。一方、中ノ橋通の本店建物は建築家葛西萬司が手掛けた建物で、1927年（昭和2年）に盛岡貯蓄銀行の店舗として建設され、銀行合併により岩手殖産銀行（現岩手銀行）の所有となった後、1958年（昭和33年）に同信金がその建物を譲り受けた。1977年（昭和52年）12月20日には盛岡市の保存建造物に指定されている。
2024年4月に盛岡市中ノ橋通に開業する複合商業施設monaka（もなか）に本部機能を集約する計画が示されていたが、資材や人件費の高騰で建設コストの増加が見込まれるため計画を撤回し、別の移転先を探すことになった。

## 沿革
- 1903年（明治36年）1月 - 産業組合法に基づく盛岡信用組合として設立[1][2]。
- 1951年（昭和26年）10月 - 信用金庫法に基づき、盛岡信用金庫に改組[2]。
- 1993年（平成5年）10月 - 経営破綻した釜石信用金庫より遠野支店を譲り受け、盛岡信金遠野支店として開設[2]。
- 2008年（平成20年） 7月 - 二戸信用金庫と合併[2]。

## 店舗
※3桁の数字は店舗コード。
盛岡市
| - 六日町本部・ローンセンター（下ノ橋町） - 本店（中ノ橋通一丁目）：001 - 仙北町支店（仙北一丁目）：002 - 材木町支店（材木町）：003 - 大通支店（大通一丁目）：004 - 本町支店（本町通一丁目）：005 - 青山町支店（青山三丁目）：006 - 厨川支店（厨川一丁目）：007 | - 都南支店（津志田中央二丁目）：009 - 高松支店（高松四丁目）：010 - 山岸支店（山岸二丁目）：011 - 松園支店（松園一丁目）：012 - 天昌寺支店（北天昌寺町）：014 - 月が丘支店（月が丘一丁目）：015 - 東支店（中野一丁目）：016 - みたけ支店（みたけ四丁目）：019 |

八幡平市
- 西根支店（大更第23地割）：025

久慈市
- 久慈支店（中央二丁目）：030

遠野市
- 遠野支店（中央通り）：047

二戸市

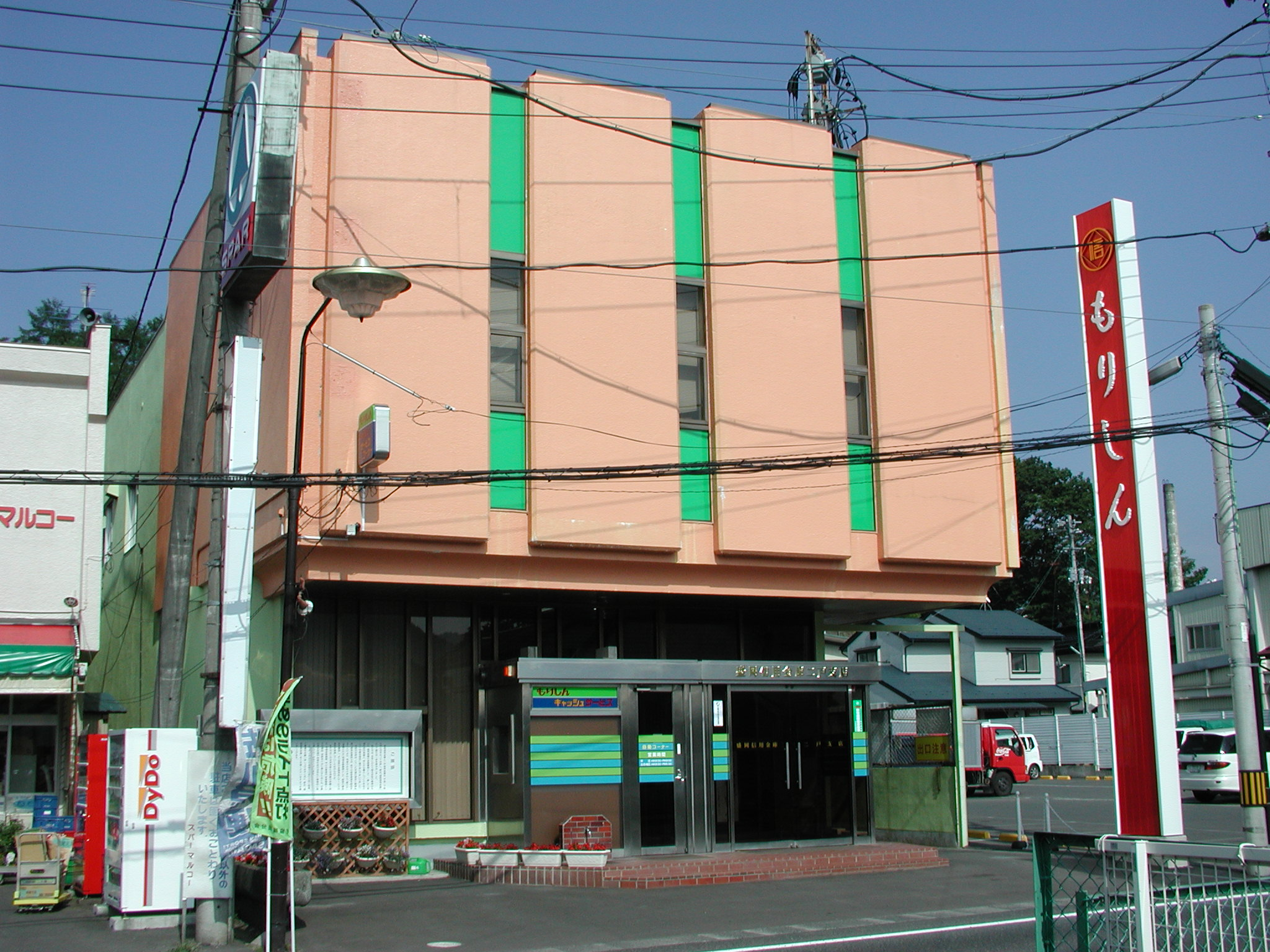
二戸支店（旧：二戸信用金庫 本店／2008年7月撮影）

- 二戸支店（福岡字中町）：051（旧名称：二戸信金本店/旧店番：001）
- 浄法寺支店（浄法寺町浄法寺）：054（旧名称：二戸信金浄法寺支店/旧店番：004）

紫波郡
- 紫波支店（紫波町日詰）：020
- 矢巾支店（矢巾町又兵ヱ新田）：021

一戸郡一戸町
- 一戸支店（一戸字向町）：052（旧名称：二戸信金一戸支店/旧店番：002）

九戸郡九戸村
- 九戸支店（伊保内第10地割）：055（旧名称：二戸信金九戸支店/旧店番：006）

岩手郡葛巻町
- 葛巻支店（葛巻第12地割）：053（旧名称：二戸信金葛巻支店/旧店番：003）

## totoの払い戻し店
スポーツ振興くじ（toto）当選券の払い戻し店は以下の店舗でのみ取り扱う。
- 本店
- 青山町支店
- 大通支店
- 高松支店
- 都南支店
- 久慈支店
- 遠野支店
- 紫波支店
- 矢巾支店
- 二戸支店